# Karthausen (Radevormwald)
Karthausen ist ein Ort in Radevormwald im Oberbergischen Kreis im Regierungsbezirk Köln im nordrhein-westfälischen Regierungsbezirk Köln in Deutschland.

## Lage und Beschreibung
Der Ort liegt im Südwesten von Radevormwald. Die Nachbarorte sind Obernfeld, Niedernfeld, Oberkarthausen und der Radevormwalder Stadtteil Herbeck. Man erreicht Karthausen über die Bundesstraße 229 und die von dieser bei Herbeck abzweigenden Landesstraße 81.
Karthausen ist eine Doppelhofstelle, die auf das Spätmittelalter zurückgeht und in ihrer Struktur einschließlich der Wege, Gärten und Nutzflächen seit 1825 besteht. Die Hofstelle weist eine regionaltypische Hausform mit integriertem Stall und Bergeraum, erweitert durch separat liegende Wirtschaftsgebäude auf. Beide Gebäude werden unter der Nummer 115 als Baudenkmäler in der Baudenkmalliste von Radevormwald geführt.
Am westlichen Ortsrand entspringt der in die Wupper mündende Karthauser Bach.

## Geschichte
1514 wird der Ort erstmals „sicher“ in Kirchenrechnungen der reformierten Kirchengemeinde Radevormwald „Karthusen“ genannt. Eine andere Quelle nennt im Zusammenhang einer Fehdeankündigung das Jahr 1422. Nach Klaus Pampus lässt sich darin allerdings der Ort Karthausen nicht eindeutig lokalisieren.

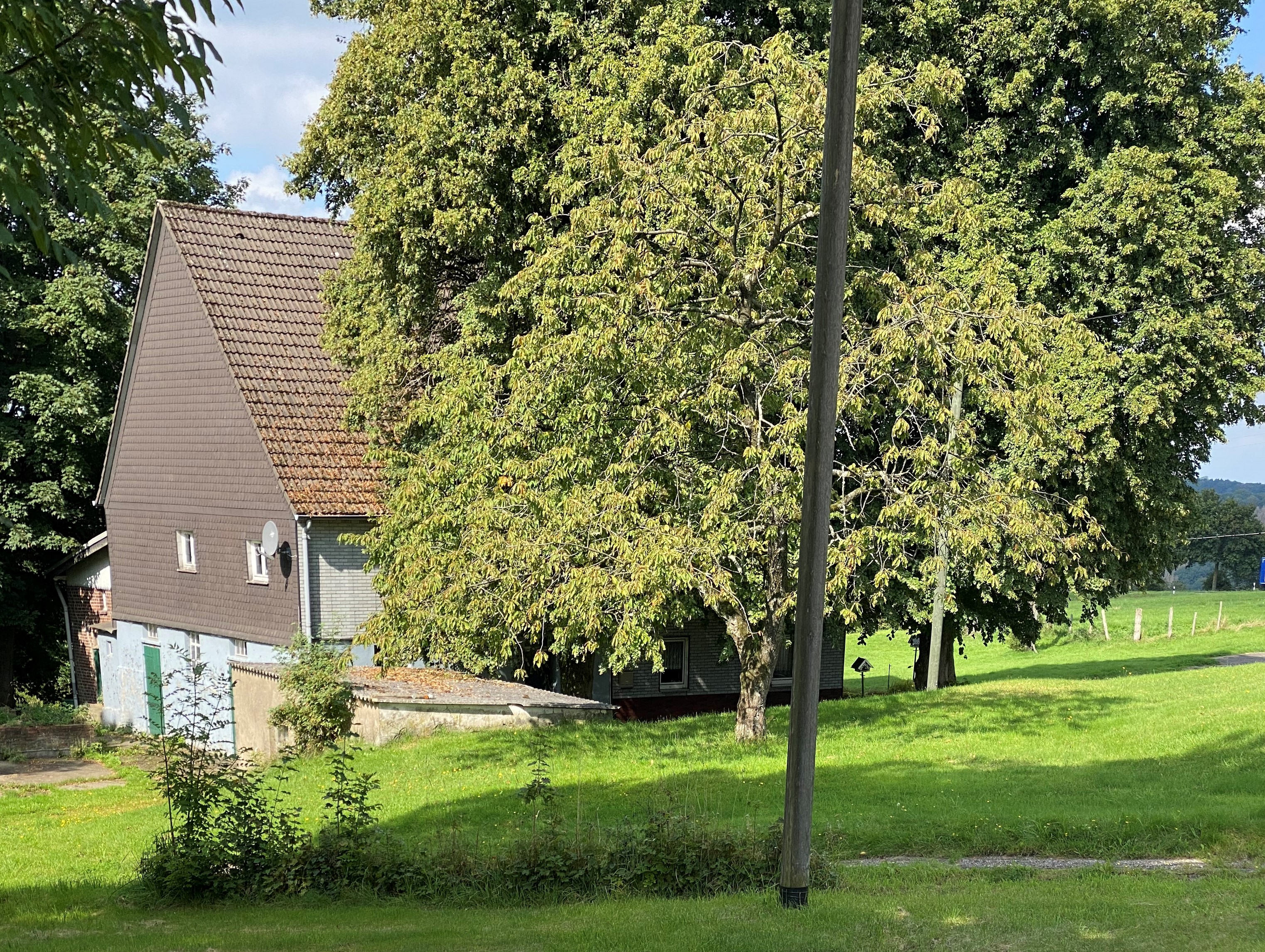
Karthausen 1
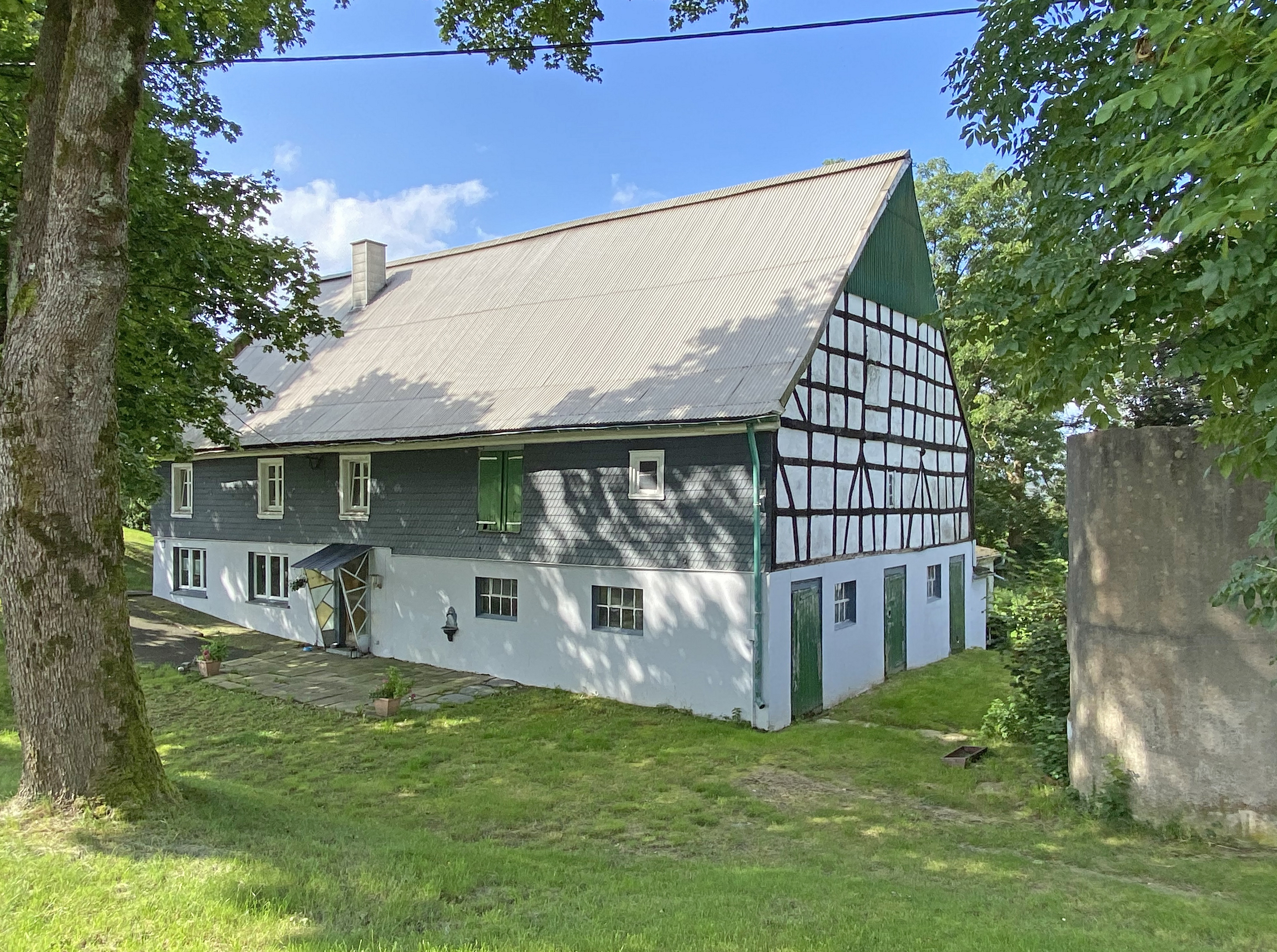
Karthausen 2